# Tadrart Roig
El Tadrart Roig (significa "Muntanya Vermella"), Tadrart del Sud, Tadrart algerià o Tadrart Meridional és una cadena muntanyenca del sud-est d'Algèria que forma part del Sàhara algerià. La zona té una rica varietat d'art rupestre.

## Geografia
El Tadrart Roig té uns 15-30 km de llarg i 150 km al llarg de la prolongació sud del Tadrart Acacus libi a Algèria, que s'estén fins a la frontera de Níger. Es compon principalment de gres; enllaça amb el Tassili n'Ajjer pel nord-oest i amb el Djado pel sud-est. La serra està trencada per un drenatge fossilitzat orientat d'oest a est per unes profundes gorges. Al uadi Djaren la desembocadura a l'erg de Tin Merzuga és la més important. La serra té l'elevació màxima a 1.340 m a l'extrem sud, a uns 160 km al sud-est de Djanet.

L'erosió ha format un gran nombre d'arcs naturals. La zona és molt coneguda pels espectaculars camps de dunes d'arena de color roig ataronjat, que contrasten amb les formacions rocoses irregulars de color roig fosc de la serralada. 

Paisatges del Tadrart Roig
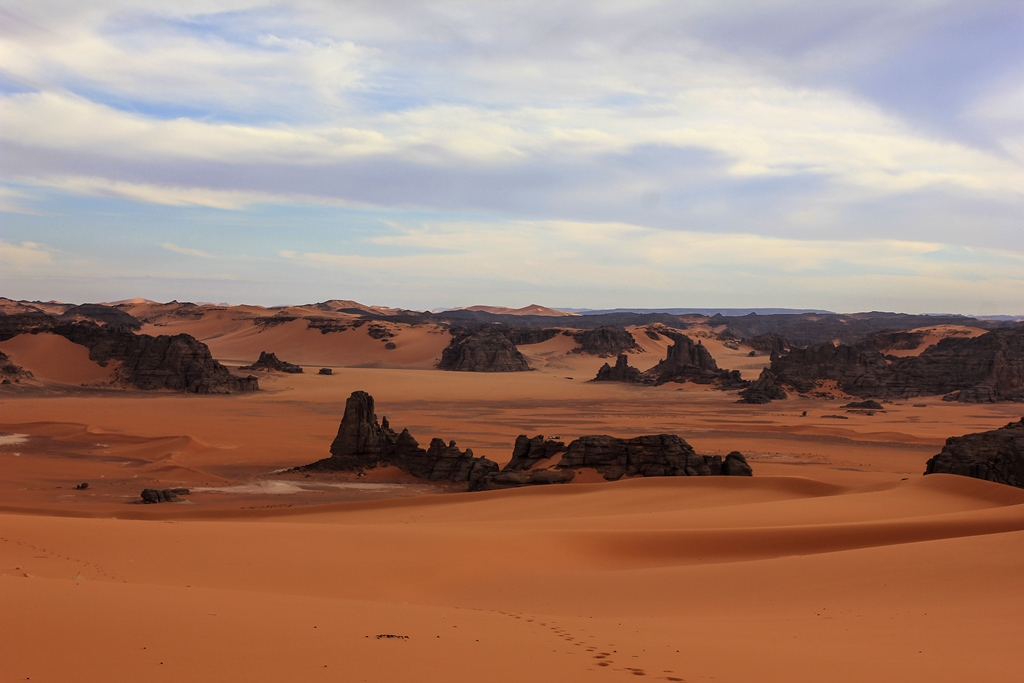
Pendents orientals amb les dunes característiques
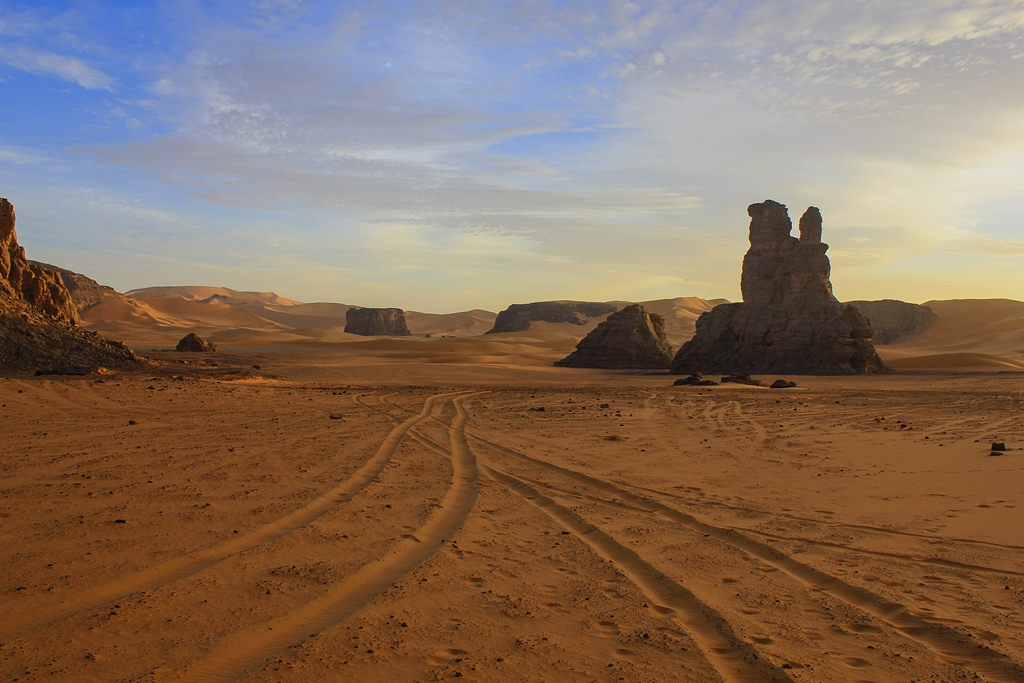
Moul n'Aga
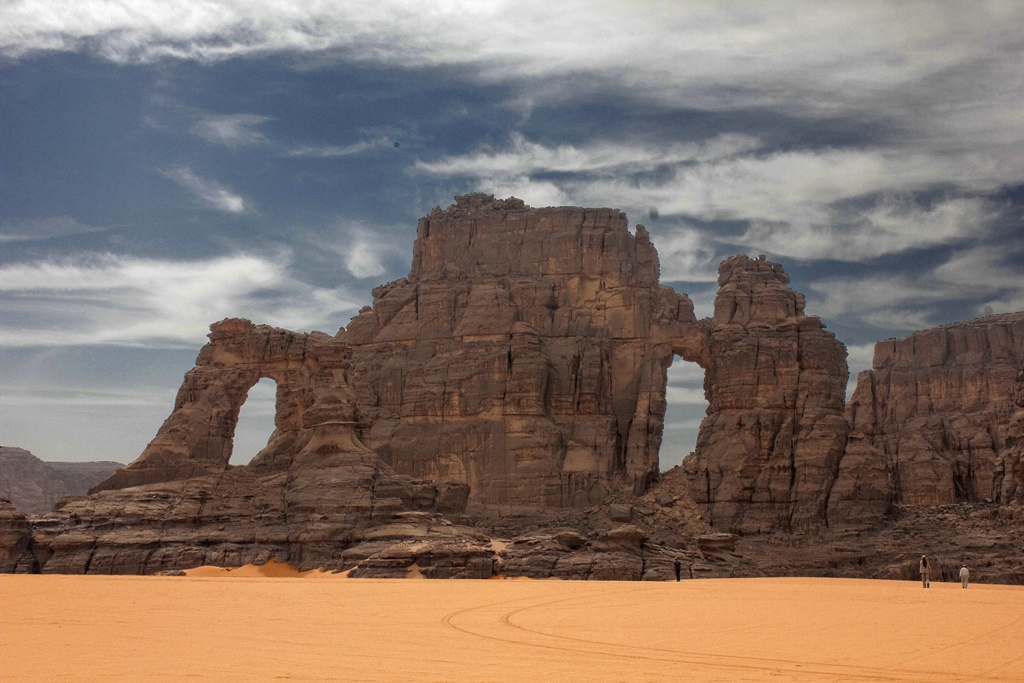
Finestres naturals en la formació rocosa La Catedral

## Paleoclima
El Tadrart Roig és hui un lloc sec i dur sense a penes pluja. Però durant el període humit africà plovia en aquesta zona i estava coberta per una vegetació de sabana molt escaient per a la vida humana i animal.

## Art rupestre
El Tadrart Roig té un magnífic art rupestre saharià que abasta un llarg període cronològic des del Neolític primerenc fins a èpoques recents. A les parets i refugis rocosos del uadi hi ha distribuïdes moltes pintures rupestres i gravats que documenten el canvi de clima de l'àrea, des d'una sabana de fa 10.000 anys a un desert de fa 5.000 anys.

L'art rupestre canvià amb el temps: de fauna salvatge amb elefants, rinoceronts, girafes, antílops i bòvids lliures, a animals domesticats com ara bòvids, ovelles, cabres, cavalls i camells.

Art rupestre del Tadrart Roig
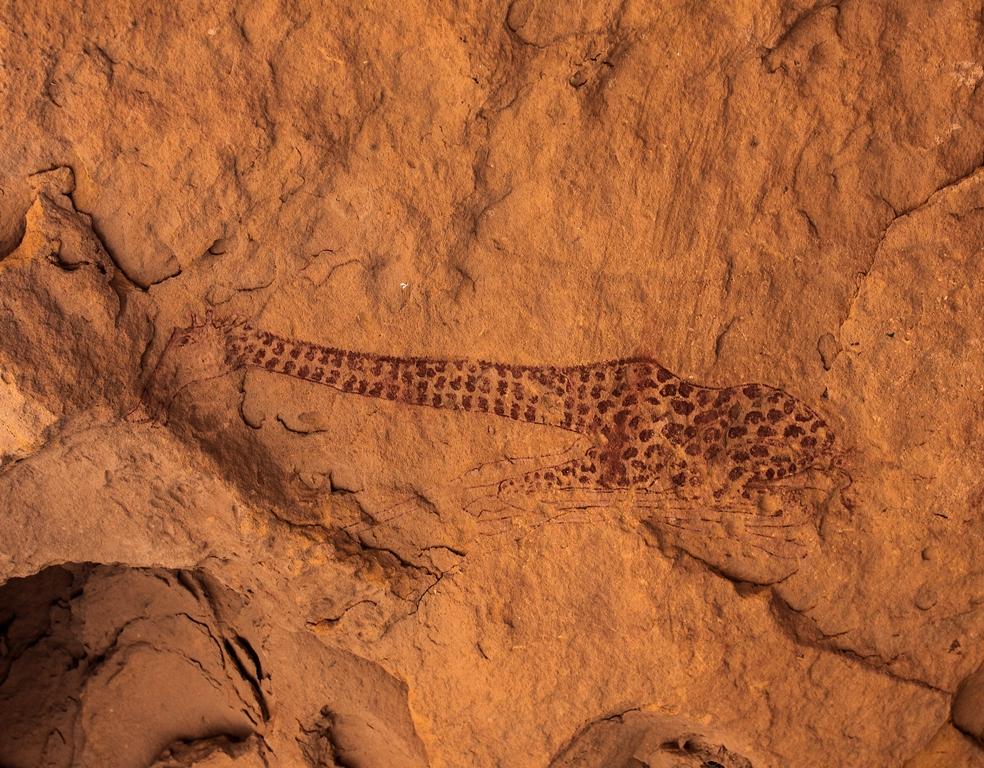
Girafa pintada amb ocels vermells
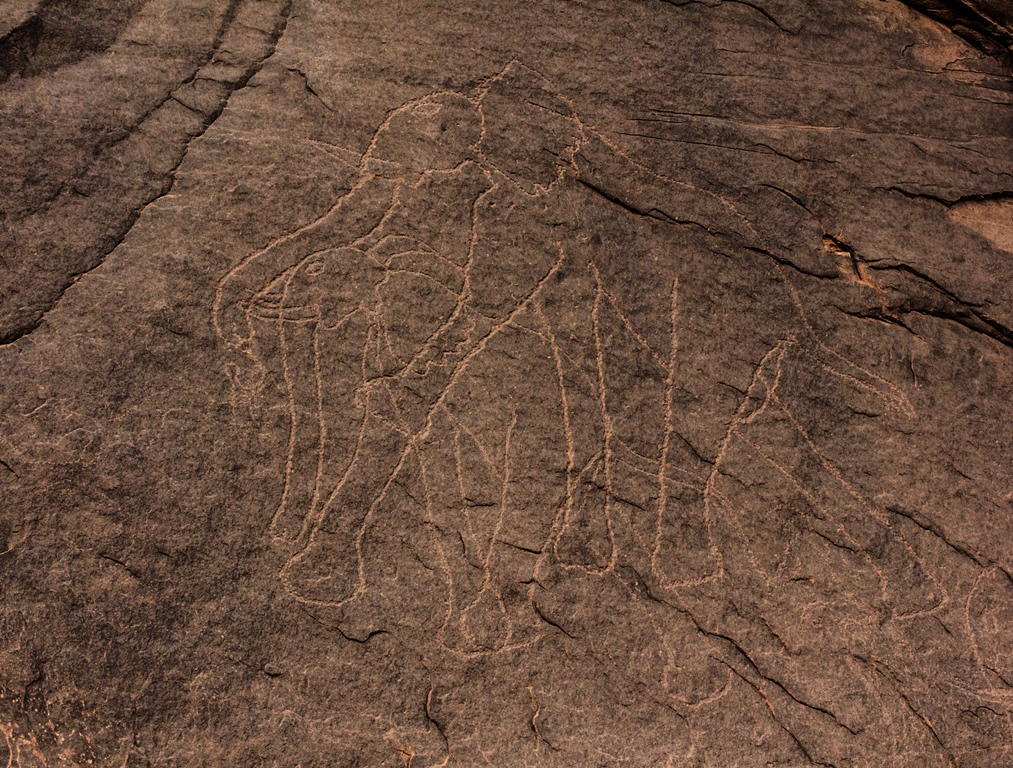
Ramat d'elefants
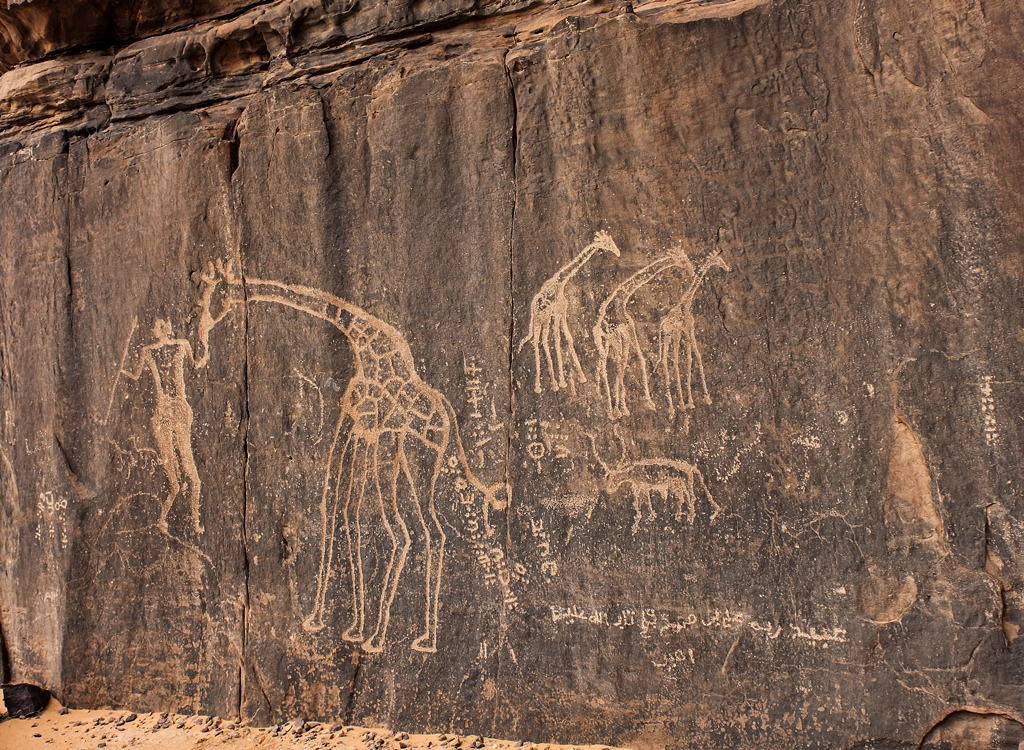
Caçador amb girafes; i inscripcions en tifinag i en àrab
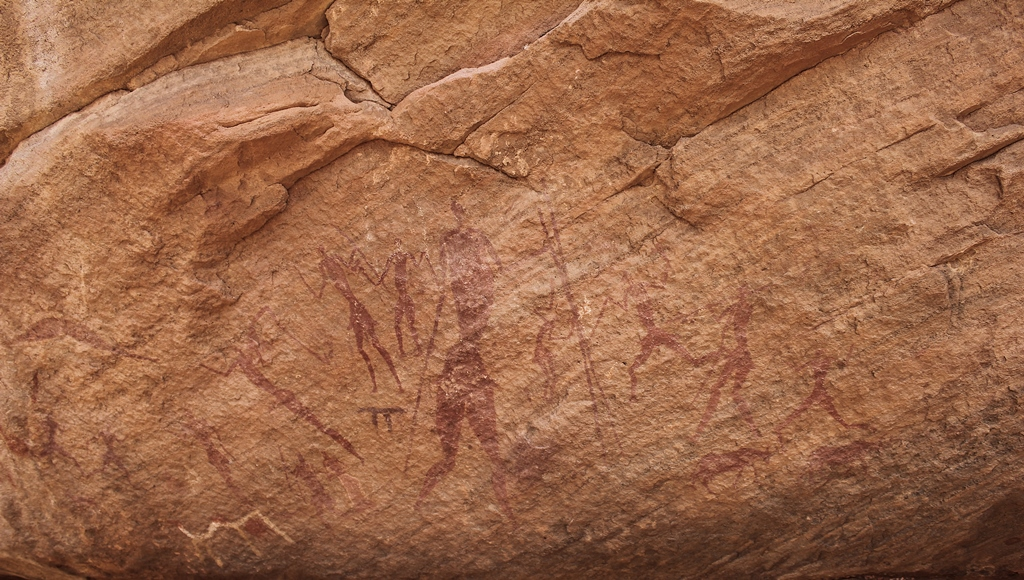
Persones amb pals
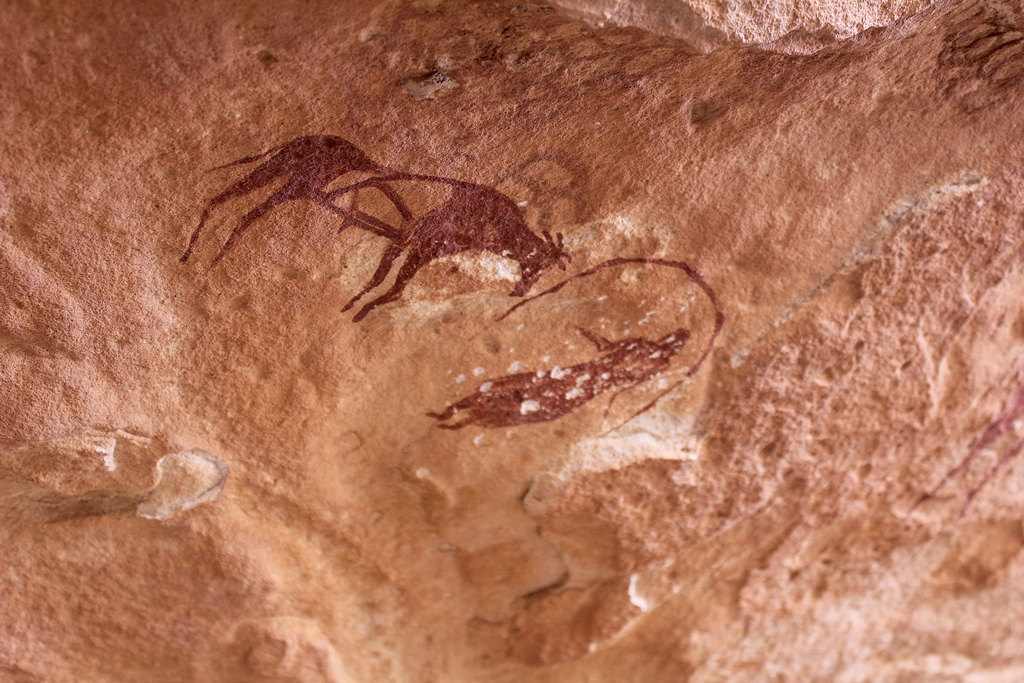
Bestiar amb una dona
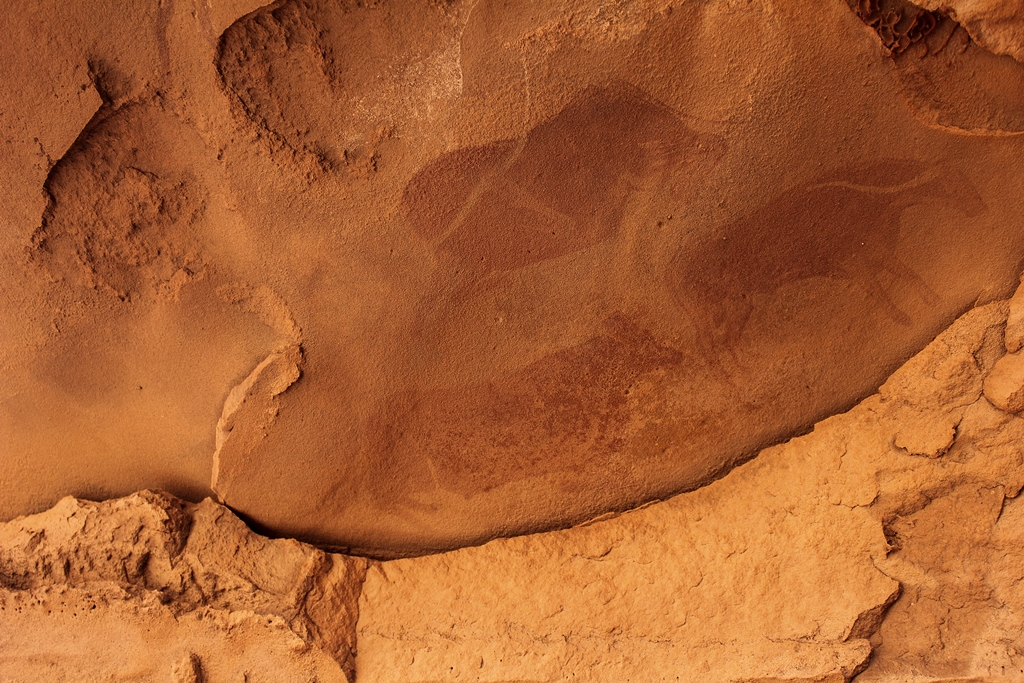
Fauna salvatge
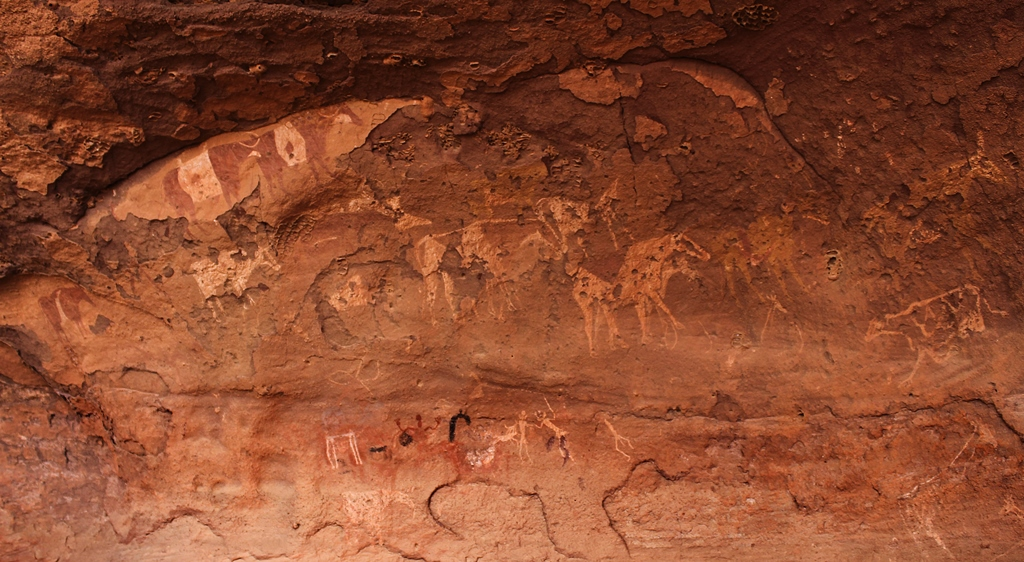
Bestiar i escenes pastorals
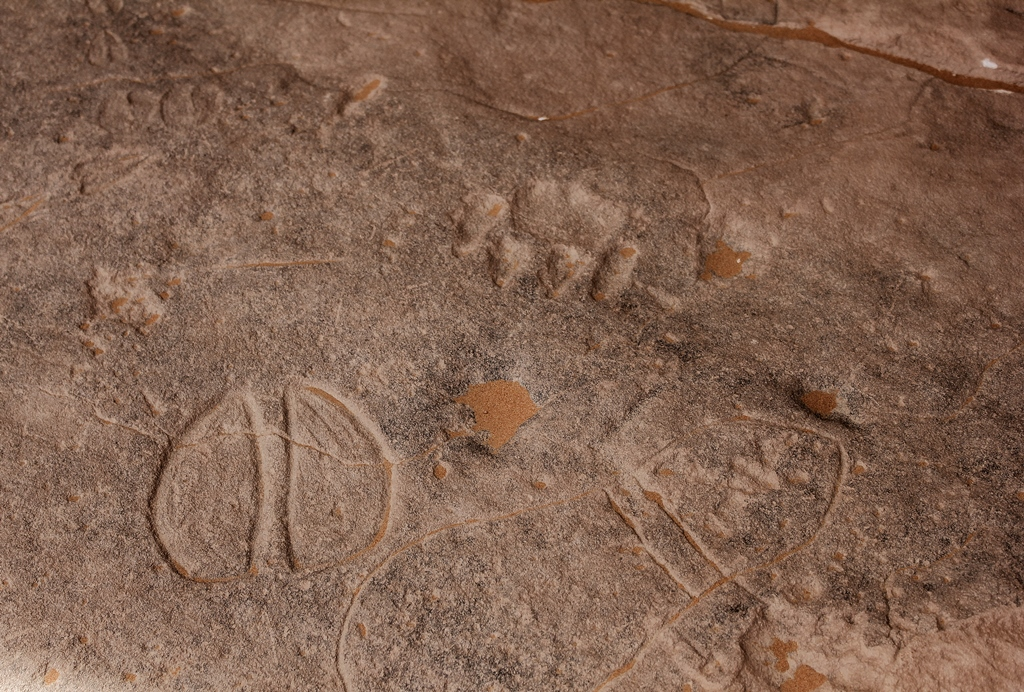
Petjades animals
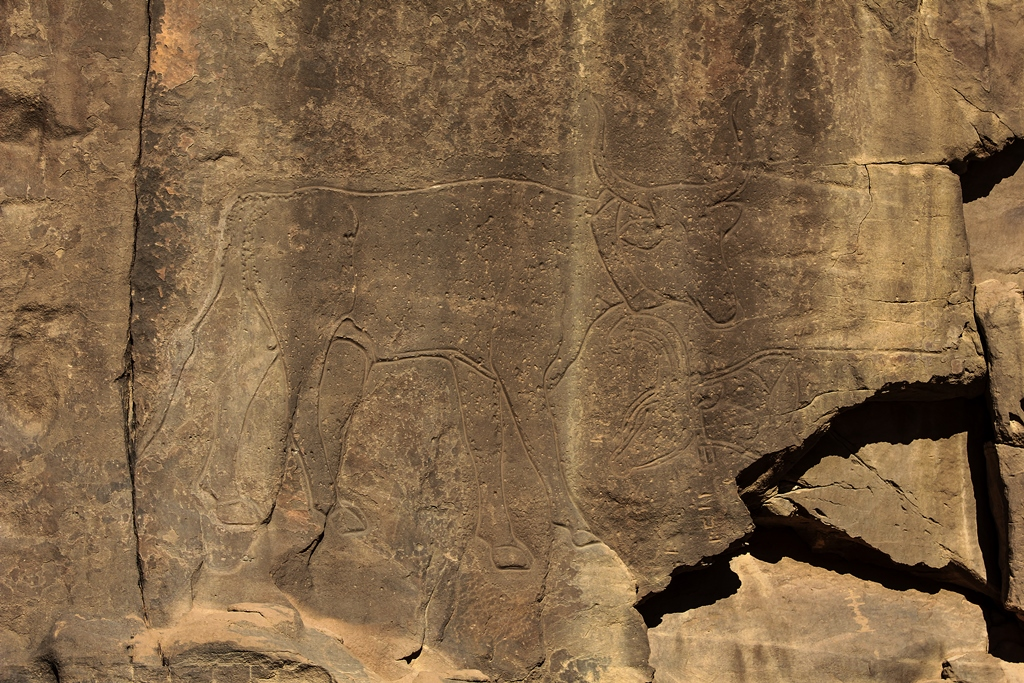
Bestiar